# Zlatko Uzelac
Zlatko Uzelac (1922. - Zagreb, 17. rujna 2012.), bio je sudionik narodnooslobodilačke borbe, visoki partijski funkcionar i republički sekretar (ministar) za unutrašnje poslove SR Hrvatske u razdoblju od 1979. do 1982.